# Szent Mihály és Gábriel arkangyalok fatemplom (Erdőszombattelke)
Az erdőszombattelki Szent Mihály és Gábriel arkangyalok fatemplom műemlékké nyilvánított épület Romániában, Kolozs megyében. A romániai műemlékek jegyzékében a  CJ-II-m-B-07754 sorszámon szerepel.